# NGC 3072
NGC 3072 est une galaxie lenticulaire située dans la constellation de l'Hydre. NGC 3072 a été découverte par l'astronome germano-britannique William Herschel en 1785.

## Caractéristiques
Sa vitesse par rapport au fond diffus cosmologique est de 3 775 ± 34 km/s, ce qui correspond à une distance de Hubble de 55,7 ± 3,9 Mpc (∼182 millions d'al).
À ce jour, une mesure non basée sur le décalage vers le rouge (redshift) donne une distance d'environ 41,100 Mpc (∼134 millions d'al). Cette valeur est à l'extérieur mais compatible avec les valeurs de la distance de Hubble. Notons que c'est avec la valeur moyenne des mesures indépendantes, lorsqu'elles existent, que la base de données NASA/IPAC calcule le diamètre d'une galaxie et qu'en conséquence le diamètre de NGC 3072 pourrait être d'environ 49,7 kpc (∼162 000 al) si on utilisait la distance de Hubble pour le calculer.
NGC 3072 présente une large raie HI et elle renferme possiblement des régions d'hydrogène ionisé.

## Supernova
La supernova SN 2007av a été découverte dans NGC 3072 le 10 mars 2007 par R. Mostardi et W. Li dans le cadre du programme LOSS (Lick Observatory Supernova Search) de l'observatoire Lick. Cette supernova était de type Ic.